# Мицкевич, Владислав
Владислав Мицке́вич (пол. Władysław Józef Mickiewicz, 23 июня 1838, Париж — 9 июня 1926, Париж) — польский книготорговец, библиотекарь, публицист, автор дневника, переводчик, издатель и активист эмиграции.

## Биография
Владислав — старший сын и второй ребёнок Адама Мицкевича и Селины, урождённой Шимановской. У него было две сестры: Мария и Елена и три брата: Юзеф, Александр и Ян. В 1862 году Владислав женился на своей близкой кузине Марии, урождённой Малевской (их матери были сводными сёстрами), дочери Франца Малевского.
В 1863 году принял участие в экспедиции в Жемайтию.
В изгнании он был основателем журнала L’Espérance, целью которого было защищать дело порабощённых народов. Он опубликовал переводы польской литературы, в том числе: Книги о польском паломничестве его отца, «Улана» Юзефа Игнатия Крашевского, фрагменты «Сувениров старого литовского дворянина» Хенрика Жевуского, «История Вацлава» Стефана Гарчинского и другие. Он продвигал свой журнал на разделённых территориях Польши и в других странах.
В 1864 году он основал знаменитый в то время Люксембургский книжный магазин, целью которого было продвижение польских произведений на французском и родном языках. Её главным начинанием было создание Польской народной библиотеки (пол. Biblioteki Ludowa Polska), модели для последующих польских издательств в изгнании.
В 1903 году он основал в Париже Музей Адама Мицкевича, расположенный в здании Польской библиотеки на острове Сен-Луи.
Во время Первой мировой войны он жил в Швейцарии, где принимал участие (вместе с Генриком Сенкевичем и Игнацием Мосцицким и другими) в работе Швейцарского генерального комитета помощи жертвам войны в Польше.
19 октября 1924 года в Париже он был награждён почётной грамотой Польского корпуса ветеранов и тройным Крестом Храбрых.